# باشگاه فوتبال ذرت‌کاران پارس‌آباد
باشگاه فوتبال ذرت کاران پارس آباد (اردبیل) یک باشگاه فوتبال ایرانی است که در شهر پارس آباد ، دومین شهر بزرگ اردبیل واقع شده‌است. این تیم اکنون در رقابت‌های لیگ دسته سه حضور دارد. در جریان جام حذفی فوتبال ایران ۸۹–۱۳۸۸ در مصاف با استقلال ، با نتیجه دو رقمی ۱۳-۰ در ورزشگاه آزادی شکست خورد.

## نتایج
| فصل     | لیگ    | رتبه      | جام حذفی                | توضیحات |
| ------- | ------ | --------- | ----------------------- | ------- |
| ۱۰–۲۰۰۹ | دسته ۳ | -         | ۱/۱۶ نهایی استقلال ۱۳-۰ | -       |
| ۱۱–۲۰۱۰ | دسته ۳ | سوم/گروه۱ | -                       |         |
| ۱۲–۲۰۱۱ | دسته ۳ |           | -                       |         |
| ۱۳–۲۰۱۲ | دسته ۳ |           |                         |         |